# Штайнебах (Зіг)
Штайнебах/Зіг (нім. Steinebach/Sieg) — громада в Німеччині, розташована в землі Рейнланд-Пфальц. Входить до складу району Альтенкірхен. Складова частина об'єднання громад Гебгардсгайн.
Площа — 4,55 км2. Населення становить 1235 ос. (станом на 31 грудня 2020).

## Галерея

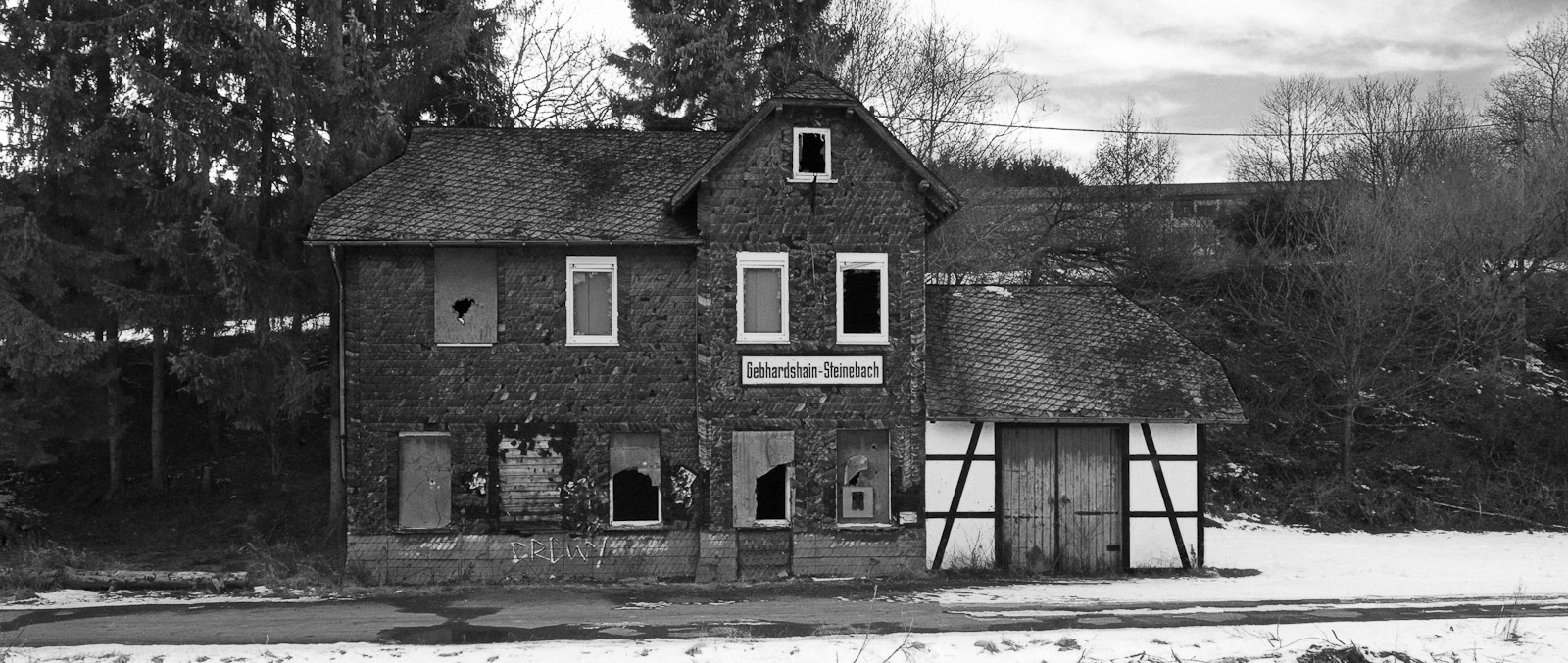